# Az AFC Ajax játékosainak listája
Az AFC Ajax mindenkori játékoslistája.
| Ábécé szerinti tartalomjegyzék                      |
| --------------------------------------------------- |
| A B C D E F G H I J K L M N O P Q R S T U V W X Y Z |

## A
| - Gerard Aafjes - Stanley Aborah - Wim Addicks - Jamal Akachar - Rob Alflen - Yannis Anastasiou | - Wim Anderiesen - Vurnon Anita - Frank Arnesen - Sota Arveladze - Ismaïl Aissati |

## B
| - Tijjani Babangida - Ryan Babel - Gert Bals - Kennedy Bakircioglü - Marco van Basten - Kiran Bechan - Milan Berck Beelenkamp - André Bergdølmo - Dave van den Bergh | - Dennis Bergkamp - Horst Blankenburg - Ton Blanker - Wim Bleijenberg - Danny Blind - Henk Blomvliet - Emmanuel Boakye - Kevin Bobson | - Frank de Boer - Jan de Boer - Ronald de Boer - Peter Boeve - Winston Bogarde - Ronnie Boomgaard - Sander Boschker - Dries Boussatta | - Hans Boskamp - John Bosman - Nourdin Boukhari - Piet van den Broecke - Willy Brokamp - Id. Theo Brokmann - Ifj. Theo Brokmann | - John van den Brom - Piet Burgers - Dick van Burik - Nico Buwalda |

## C
| - Cristian Chivu - Ray Clarke - Tim de Cler - Jurgen Colin - Johan Cruyff | - Daniel Cruz - Jason Čulina - Darío Cvitanich |

## D
| - Dani - Inge Danielsson - Jelle van Damme - Edgar Davids - Hein Delsen | - Laurent Delorge - Andrei Demtsjenko - Alistair Dick - Joey Didulica - Jan van Diepenbeek | - Dick van Dijk - Gé van Dijk - Lloyd Doesburg - Mitchell Donald - Pim van Dord | - Jan van Dort - Guus Dräger - Jan van Drecht - Theo van Duivenbode - Johnny Dusbaba |

## E
| - Loek den Edel - Urby Emanuelson - Hans Erkens | - Julien Escudé - Jan Everse - Eyong Enoh |

## F
| - Donald Feldmann - Wim Feldmann - Jan Fransz - Filipe | - Gerrit Fischer - Fischer Pál - Gé Fortgens |

## G
| - Gabri - Ivan Gabrich - Tomáš Galásek - Hans Galjé - Felix Gasselich | - Martin van Geel - Ruud Geels - Dennis Gentenaar - Finidi George - Kick Geudeker - Dean Gorré | - Eddy Pieters Graafland - Fred Grim - Alfons Groenendijk - Jesper Grønkjær - Cees Groot | - Henk Groot - Wim Gupffert - Zdeněk Grygera - Cedric van der Gun |

## H
| - Arie Haan - Günther de Haan - Bobby Haarms - Winston Haatrecht - Johnny Hansen | - Jan van Halst - Eddy Hamel - Ángelosz Harisztéasz - Cor van der Hart - Jan-Arie van der Heijden - Erik Heijblok | - Pascal Heije - John Heitinga - Dick Helling - Youssouf Hersi - Danny Hesp | - Peter Hoekstra - Cock van der Hoeven - Bobby Hoogenboom - Bertus Hoogerman - Henk Hordijk | - Brutil Hosé - Barry Hulshoff - Klaas-Jan Huntelaar - Donny Huysen |

## I
| - Zlatan Ibrahimović - Pius Ikedia |

## J
| - Wim Jansen - Henning Jensen - Nigel de Jong - Siem de Jong - Wim Jonk | - Juanfran - Mariano Juan |

## K
| - Roni Kalderon - Christopher Kanu - Nwankwo Kanu - Gerrit Keizer - Piet Keizer - Wim Kieft | - Giorgi Kinkladze - Gerrie Kleton - Patrick Kluivert - Richard Knopper - Ronald Koeman | - Dolf van Kol - Michel Kreek - Michael Krohn-Dehli - Ruud Krol - André de Kruijff | - Samuel Kuffour - Piet van der Kuil |

## L
| - Tscheu La Ling - Denny Landzaat - Quido Lanzaat - Peter Larsson - Brian Laudrup - Michael Laudrup | - Froylán Ledezma - Leonardo - Søren Lerby - Olaf Lindenbergh - Henk van der Linden | - Rasmus Lindgren - Jari Litmanen - Bogdan Lobonţ - John van Loen - Eli Louhenapessy - Albert Luque |

## M
| - Nikos Machlas - Hedwiges Maduro - Edgar Manucharyan - Javier Martina - Ger van Mourik - Maxwell | - Benni McCarthy - Walter Meeuws - Hennie Meijer - Mario Melchiot - David Mendes da Silva - Kofi Mensah | - Stanley Menzo - Andy van der Meyde - Rinus Michels - Mido - Nicolae Mitea - Aaron Mokoena | - Jan Mølby - Keje Molenaar - Michael Mols - Arnold Mühren - Gerrie Mühren - Tom de Mul | - Jan Mulder - Henk Mulders - Bennie Muller - Kiki Musampa |

## N
| - Jan de Natris - Johan Neeskens - John Nieuwenburg - René Notten - Klaas Nuninga |

## O
| - Anthony Obodai - John O’Brien - George Ogăraru - Sunday Oliseh - Jesper Olsen | - Edo Ophof - Piet Ouderland - Tarik Oulida - Marc Overmars - Oleguer Presas |

## P
| - Petri Pasanen - Piet Paternotte - Fons Pelser - Jan Pelser - Adriaan Pelser - Joop Pelser - Kenneth Perez | - Dan Petersen - Peet Petersen - Stefan Pettersson - Steven Pienaar - Mitchell Piqué | - Rydell Poepon - Jan Potharst - Co Prins - Anton Pronk |

## Q
| - Kwame Quansah |

## R
| - Nando Rafael - Piet van Reenen - Erik Regtop - Michael Reiziger - Johnny Rep | - Martijn Reuser - Daniël de Ridder - Frank Rijkaard - Nico Rijnders - Roger | - Dennis Rommedahl - Mauro Rosales - Markus Rosenberg - Bryan Roy - Andrzej Rudy |

## S
| - Márcio Santos - Jeffrey Sarpong - Edwin van der Sar - Werner Schaaphok - Theo Schetters - Heinz Schilcher - Robbert Schilder - John van ’t Schip - Willy Schmidt - Dick Schoenaker - Arnold Scholten | - Piet Schrijvers - Jan Schubert - Dennis Schulp - Clarence Seedorf - Stefano Seedorf - Jan Seelen - Gerald Sibon - Tom Sier - Victor Sikora - Sonny Silooy - Bruno Silva | - Wesley Sneijder - Evander Sno - Tom Soetaers - Frits Soetekouw - Wesley Sonck - Tom Sondergaard - Jan Sørensen - Richard Sneekes - Ronald Spelbos - Arno Splinter - Jaap Stam - Frank Stapleton | - Arno Steffenhagen - Maarten Stekelenburg - Joop Stoffelen - Sjaak Storm - Gerrie Stroker - Heinz Stuy - Luis Alberto Suárez - Rafael Supusepa - Wim Suurbier - Ruud Suurendonk - Sjaak Swart - Miralem Sulejmani |

## T
| - Simon Tahamata - Petri Tiainen - Henk Tijm - Siem Tijm - Michael Timisela | - Henk Timmer - Ole Tobiasen - Hatem Trabelsi - Ignacio Tuhuteru - Rody Turpijn - Henk Twelker |

## U
| - Guus Uhlenbeek - Ismael Urzaíz |

## V
| - Rafael van der Vaart - Gerald Vanenburg - Varga Zoltán - Velibor Vasović - John Veldman - Gert Veldwijk | - Frank Verlaat - Thomas Vermaelen - Kenneth Vermeer - Jan Vertonghen - Karel Vesters | - Ferdi Vierklau - Marciano Vink - Wim Volkers - Hans Vonk - Peter van Vossen |

## W
| - Wamberto - Hans Werdekker - Bob Westra - Gregory van der Wiel - Henk Wieringa | - Dennis van Wijk - Clyde Wijnhard - Menno Willems - Ron Willems | - Aron Winter - Rob de Wit - Richard Witschge - Rob Witschge - Cees de Wolff | - Nordin Wooter - Jan Wouters - Jan Weggelaar |

## X
|  |

## Y
| - Abubakari Yakubu - Mustafa Yücedağ |

## Z
| - Johan Zuidema - Steen Ziegler |